# Petunia interior
Petunia interior är en potatisväxtart som beskrevs av T. Ando och G. Hashimoto. Petunia interior ingår i släktet petunior, och familjen potatisväxter. Inga underarter finns listade i Catalogue of Life.